# 建筑十书

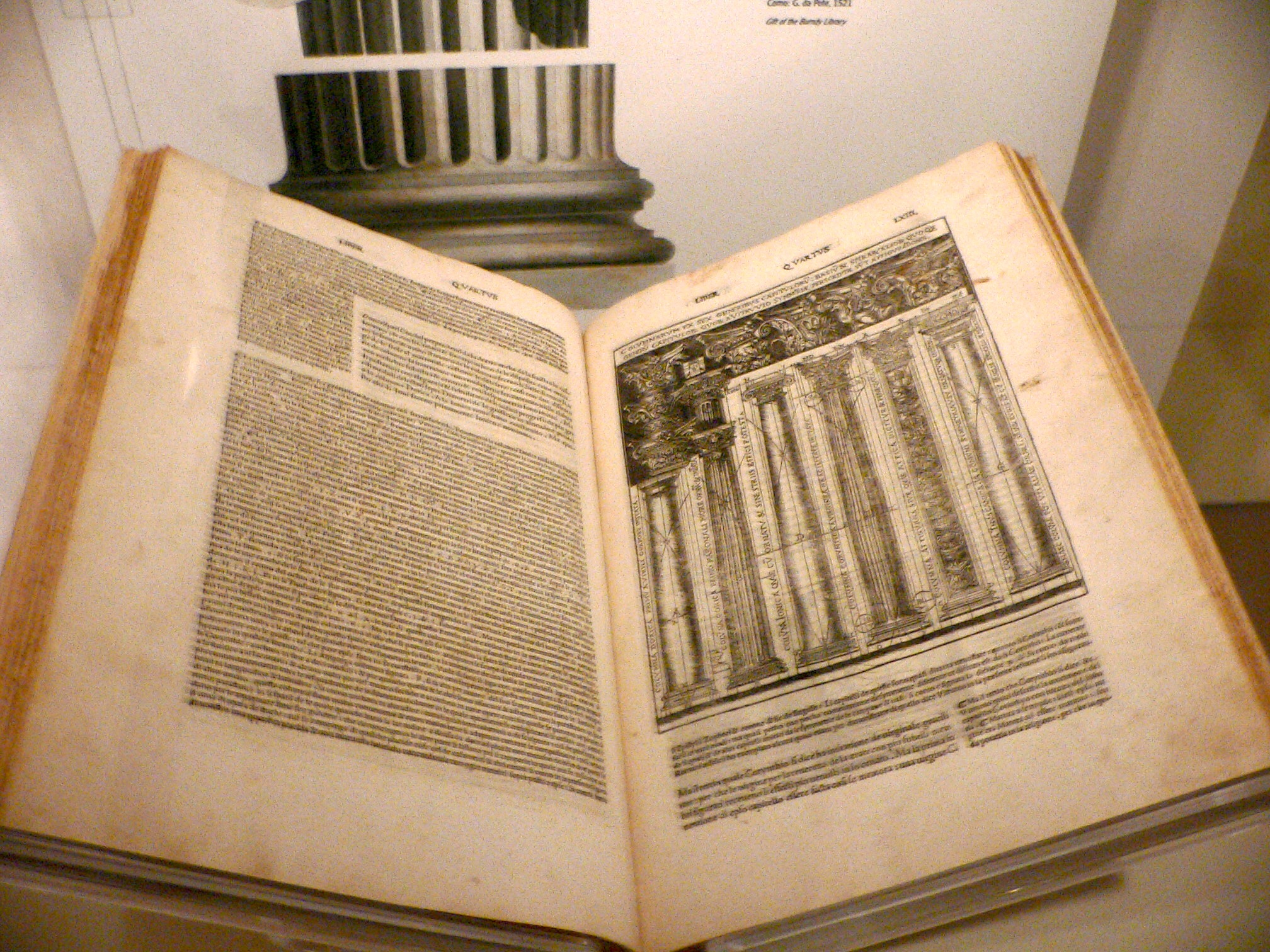
A 1521 Italian language edition of De architectura, translated and illustrated by Cesare Cesariano

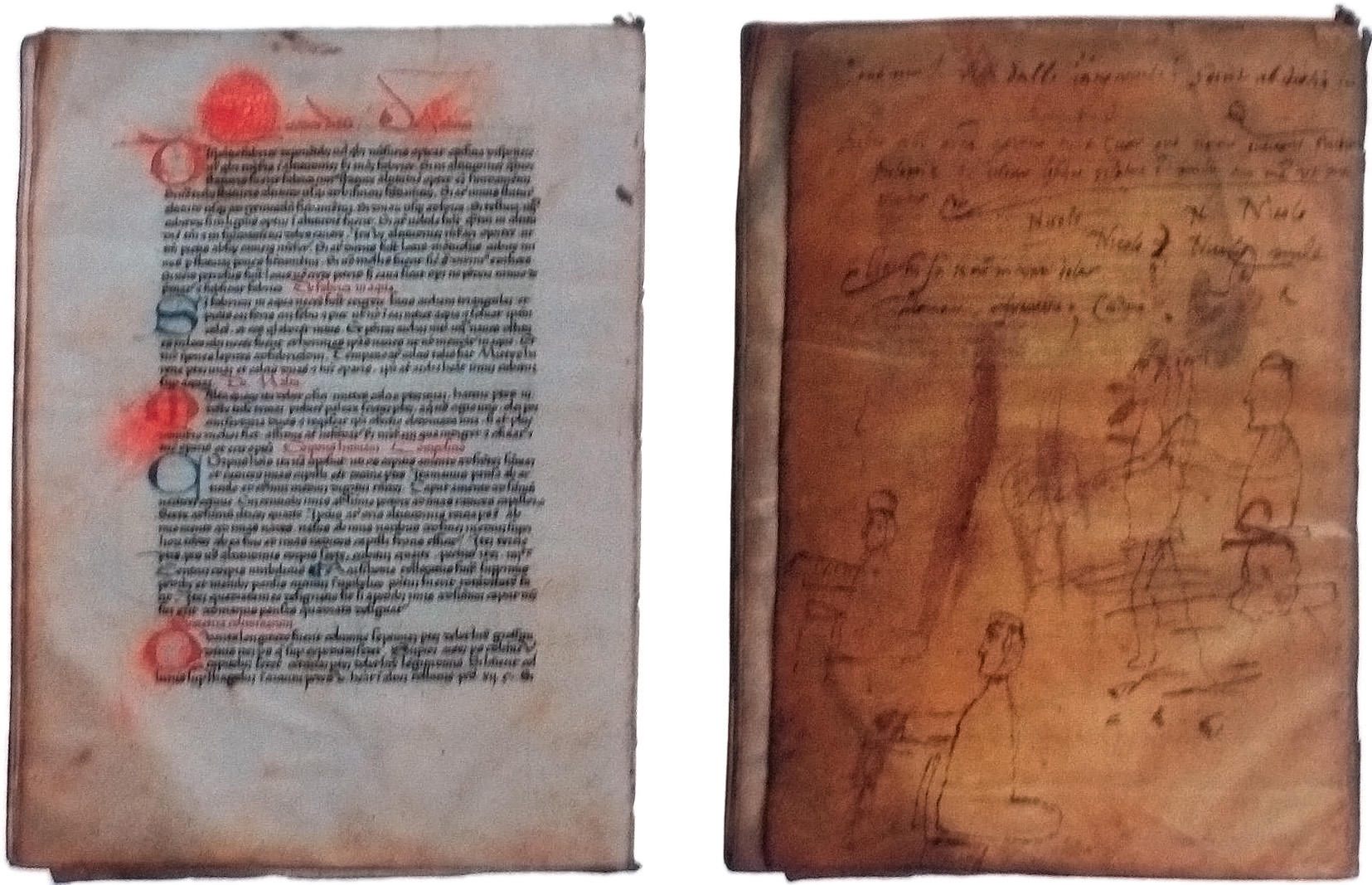
Manuscript of Vitruvius; parchment dating from about 1390

《建筑十书》（拉丁語：De architectura）是一本建筑学著作。这本书由古罗马建筑师和军事工程师维特鲁威撰写，献给他的赞助人凯撒·奥古斯都皇帝，作为建筑项目的指南。这是唯一一部从古代流传下来的关于建筑的著作。文艺复兴以来，《建筑十书》被视为第一本建筑理论著作，也是古典建筑典籍的主要来源。它包含关于古希臘建築的各种形制，法度，工艺，材料，营建方法，施工流程以及军营、城市和大型建筑（渡槽、建筑、浴室、港口）和小型设施（机器、测量装置、仪器）结构的规划和设计说明。由于维特鲁威在十字拱、穹顶、混凝土和其他与罗马帝国建筑的创新出现之前就出版了这本书，《建筑十书》没有介绍任何罗马建筑设计和技术创新。

## 起源与内容
《建筑十书》可能写于公元前30年至15年之间，结合了许多古希腊和古罗马作家关于建筑、艺术、自然历史和建筑技术的知识和观点。维特鲁威在全文中引用了许多权威，经常赞扬希腊建筑师对神庙建筑和柱式（多立克、爱奥尼和科林斯）的发展，并提供了原始建筑起源的关键说明。
尽管这本书经常因其著名的建筑“三位一体”原则——坚固、实用、美观而被引用，但影响后来作者的美学原则是在第三册中概述的。几个世纪以来，建筑师们一直在指导设计维特鲁威的柱式、安排、比例和适用性，并一直持续下去。 
这位罗马作家就建筑师的资格（第一册）和建筑图纸的类型提出了建议。
罗马建筑师擅长工程、艺术和手工艺。维特鲁维斯就是这样的人，这一事实反映在他的建筑十书中。他涵盖了他认为涉及建筑的各种各样的主题，包括从数学到天文学、气象学和医学等许多看起来与现代建筑无关的方面。在罗马人的观念中，建筑需要考虑到一切与人及其周围环境的物质和精神生活有关的事物。
因此，维特鲁威处理了许多有关建筑学的理论问题。例如，在第二册中，他建议使用砖块的建筑师熟悉前苏格拉底时期的物质理论，以便了解他们的材料将如何表现。第九册将柏拉图的抽象几何学与测量员的日常工作联系起来。占星术因其对人类生活组织的洞察而被引用，而天文学则是理解斗转星移所必需的。类似地，维特鲁威引用亚历山大的克特西比乌斯和阿基米德的发明，亚里士多德的徒弟亚里士多塞诺斯的音乐，阿加塔库斯的戏剧，馬庫斯·特倫提烏斯·瓦羅的建筑。

### 公共建筑
维特鲁维斯试图阐述建筑的精神气质，认为建筑的质量取决于艺术家作品的社会相关性，而不是作品本身的形式或工艺。也许最著名的宣言仍然被建筑师引用：“良好的建筑有三个条件：稳固、有价值和令人愉悦”（firmness, commodity, and delight）。这段引语摘自亨利·沃顿爵士1624年的版本，准确地翻译了作品中的段落（I.iii.2），但此后英语发生了变化，特别是关于“commodity”一词，可能会被误解。在现代英语中，它是这样写的：“理想的建筑有三个要素：坚固、实用和美观。”（sturdy, useful, and beautiful.）

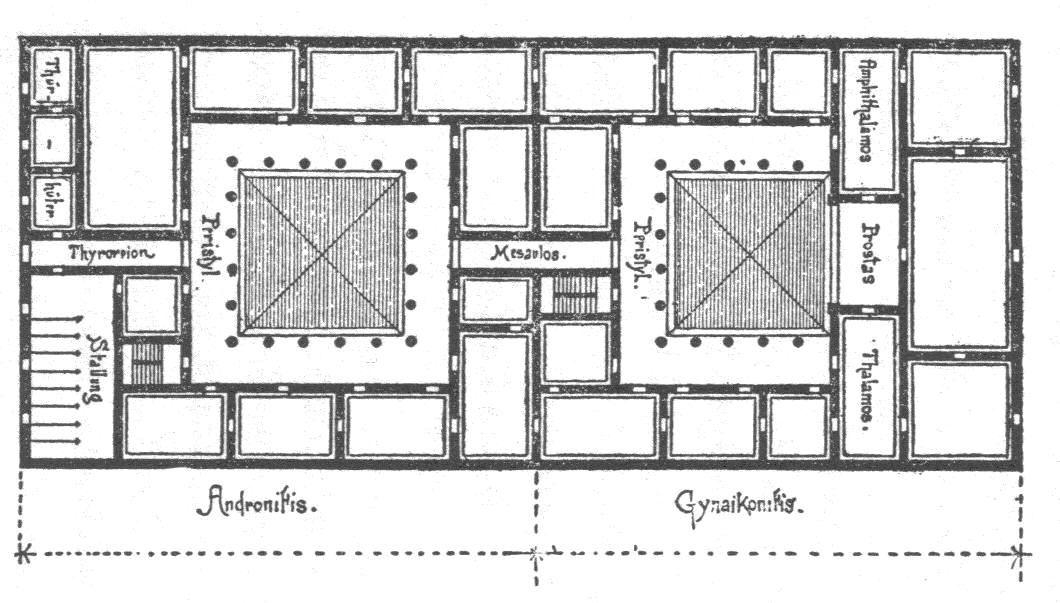
维特鲁威的希腊房屋计划

在第三册中，维特鲁威还研究了人体比例，他的这部分经典后来被莱昂纳多·达·芬奇（“维特鲁威人”）的著名画作采纳和改编。

### 居住建筑
虽然维特鲁威对宗教建筑、基础设施和机械的描述十分丰富，但他对居住建筑的描述却比较贫乏。与亚里士多德相似，维特鲁威对那些在没有建筑师参与的情况下自己建造房屋的住户表示钦佩。维特鲁威对居住建筑的矛盾心理在第6册导言的第一段中读得最清楚。第6册专门关注住宅建筑，但正如建筑理论家西蒙·威尔（Simon Weir）所解释的那样，它并没有写关于住宅、家庭或与家庭生活直接相关的主题的介绍，而是写了一篇关于希腊伦理原则的轶事：对陌生人表示友善。

## 影响

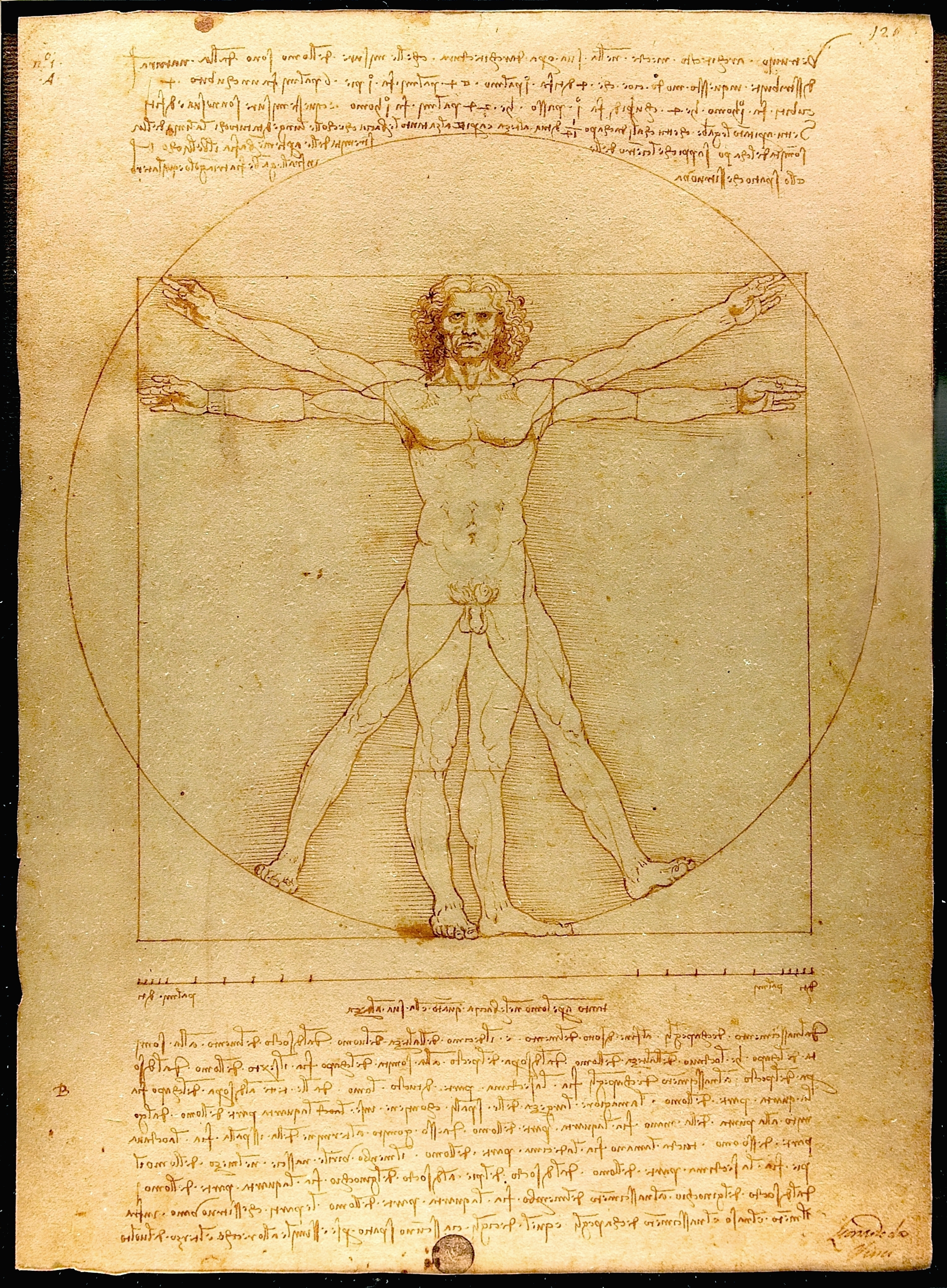
莱昂纳多·达·芬奇画作《维特鲁威人》 (1485-1490)

维特鲁威作品的重新发现对文艺复兴时期的建筑师产生了深远的影响，促使古典建筑在随后的几个世纪中复兴。文艺复兴时期的建筑师，如尼科利、布鲁内莱斯基和莱昂·巴蒂斯塔·阿尔贝蒂，在他们的理论基础上发现了将他们的知识分支提升为科学学科以及强调工匠技能的理由。莱昂纳多·达·芬奇最著名的画作之一是《维特鲁威人》，是基于维特鲁威在第三册《对称：神庙和人体》第一章中提出的身体比例原则作画的。
英国建筑师伊尼戈·琼斯和法国人萨罗门·德·卡斯（Salomon de Caus）是最早重新评估和实施“基于数量和比例的艺术和科学”这一维特鲁威认为的建筑必要元素的人。16世纪的建筑师帕拉迪奥认为维特鲁威是他的主人和向导，在构思自己的建筑规则之前，他常常根据自己的作品绘制一些图纸。

## 版本
- 1914年,《建筑十书》由已故哈佛大学古典语言学教授莫里斯·H·摩根（Morris H.Morgan）博士翻译。此译文的全文可从古腾堡计划（见外部链接）和互联网档案馆中获得。[10]

## 延伸阅读
- B. Baldwin: The Date, Identity, and Career of Vitruvius. In: Latomus 49 (1990), 425-34
- I. Rowland, T.N. Howe: Vitruvius. Ten Books on Architecture. Cambridge University Press, Cambridge 1999, ISBN 0-521-00292-3